# Бородкин, Леонид Иосифович
Леони́д Ио́сифович Боро́дкин (род. 9 декабря 1946, Таллин) — советский и российский историк, доктор исторических наук (1993), профессор (1996), член-корреспондент РАН с 28 октября 2016 года по Отделению историко-филологических наук. Заведующий кафедрой исторической информатики МГУ, руководитель Центра экономической истории, специалист в области применения математических методов в исторических исследованиях. Основоположник исторической информатики, один из основоположников клиодинамики.

## Биография
Родился в семье военнослужащего. В 1971 году окончил Московский физико-технический институт по специальности «Прикладная математика».
С 1977 года работает на историческом факультете МГУ (младший, старший, ведущий научный сотрудник, профессор). Ученик и последователь академика И. Д. Ковальченко. В 1979 году защитил диссертацию «Разработка, исследование и применение алгоритмов агрегированного представления сложных информационных структур» на соискание степени кандидата технических наук по специальности «Кибернетика и теория информации», в 1993 году — докторскую диссертацию «Методы прикладной математики и информатики в исторических исследованиях» по специальности «Историография, источниковедение и методы исторического исследования».
С 2004 года — заведующий вновь созданной кафедрой исторической информатики и руководитель Центра экономической истории исторического факультета МГУ, заместитель декана факультета по учебно-методической деятельности и дополнительному образованию (2006—2017). Член Учёного совета исторического факультета МГУ и двух диссертационных советов (при МГУ и ИРИ РАН).
Преподавал (по совместительству) также на кафедре истории России новейшего времени факультета архивного дела Историко-архивного института РГГУ (с 1997) и на кафедре экономической методологии и истории НИУ ВШЭ.
Член Международного общества клиометрики (с 1991), Совета международной ассоциации «History and Computing» (2001—2009), Исполкома Международной ассоциации экономической истории (IEHA, 1998—2006), Президент российской ассоциации «История и компьютер» (1992—2000 и с 2008).
Сопредседатель Научного совета РАН по проблемам российской и мировой экономической истории (с 2013). Почётный профессор Цзилиньского университета (КНР, 2006).
Ответственный редактор информационного бюллетеня «История и компьютер: новые информационные технологии в исторических исследованиях и образовании» (с 1992) и соредактор ежегодника «Экономическая история» и журнала «Экономическая история» (с 1999). Главный редактор журнала «Историческая информатика». Член редакционной коллегии журналов «Вестник Московского университета. Серия 8. История», «Вестник Российской академии наук» (2018) и редакционных советов ряда журналов, в том числе «Historical Social Research» (с 1997), «History & Computing» (1998—2002), «Social Evolution and History», «Вестник РУДН», «Уральский исторический вестник» и др.
Супруга — историк И. М. Гарскова (род. 1948).

## Общественная позиция
В феврале 2022 подписал открытое письмо российских учёных и научных журналистов с осуждением вторжения России на Украину и призывом вывести российские войска с украинской территории.

## Научная деятельность
Основные направления исследований:
- историческая информатика (основоположник нового междисциплинарного направления),
- математические методы и модели в исторических исследованиях,
- экономическая история,
- клиометрика
- цифровые технологии

Известен своими разработками методологии анализа неустойчивых состояний в исторических процессах и математического моделирования в истории. Предложил новые подходы к моделированию неустойчивых исторических процессов, основанные на методах нелинейной динамики и синергетики.
Применение методов многомерного анализа данных (в частности, с использованием теории нечётких множеств), а также математических моделей динамических процессов способствовало получению в 1970—1990-е годы новых результатов в изучении социально-экономической и политической истории XIX — начала XX веков, в том числе аграрной истории и фондовых рынков Российской империи. Позднее Л. И. Бородкиным были разработаны и апробированы принципы научно обоснованной виртуальной 3D-реконструкции объектов историко-культурного наследия, реализованные в ряде проектов (в том числе в коллективном проекте по виртуальной реконструкции Страстного монастыря в Москве (2014—2015)); исследована мотивация труда в промышленности в дореволюционной России и в годы нэпа, а также эволюция организации и стимулирования принудительного труда в СССР 1930—1950-х годов.
Автор более 500 научных публикаций, включая 10 монографий и 7 учебных пособий; ответственный редактор более 40 сборников статей по проблемам экономической истории, новых методов и технологий исторического исследования. Работы Л. И. Бородкина опубликованы в США, КНР, Германии, Франции, Италии, Испании, Нидерландах, Австрии, Венгрии, Греции, Канаде и др.
Под его научным руководством защищены более 30 кандидатских диссертаций.

### Основные работы
- Количественные методы в исторических исследованиях. — М.: Высшая школа, 1984 (в соавт. с И. М. Гарсковой, Т. Ф. Изместьевой, И. Д. Ковальченко и Л. В. Миловым);
- Многомерный статистический анализ в исторических исследованиях. — М.: Изд-во МГУ, 1986;
- Современные методы изучения исторических источников с использованием ЭВМ. М., 1987 (в соавт. с И. Д. Ковальченко);
- От Нестора до Фонвизина: новые методы определения авторства. — М.: Прогресс, 1994. (в соавт. с Л. В. Миловым и др.);
- Становление российского парламентаризма начала XX в. — М.: Изд-во Мосгорархив, 1996 (в соавт. с Ю. Г. Григорьевой, А. Н. Петровым и Н. Б. Селунской);
- Историческая информатика. М., 1996 (совм. с И. М. Гарсковой и др.);
- Информатика для гуманитариев. М., 1997 (совм. с И. М. Гарсковой и др.);
- Историческая информатика (информатика для исторических специальностей). Минск, 1998 (совм. с В. Н. Сидорцовым и др.);
- Компьютеризированный статистический анализ для историков. М., 1999 (совм. с И. М. Гарсковой и др.);
- ГУЛАГ: экономика принудительного труда. — М.: РОССПЭН, 2005 (совм. с П. Грегори, О. В. Хлевнюком и др.);
- Информационные технологии для историков. М.: Изд-во МГУ, 2006 (в соавт.);
- Экономическая история и современность. Саранск, 2009 (в соавт. с Н. М. Арсентьевым и В. А. Виноградовым);
- Не рублём единым: трудовые стимулы рабочих-текстильщиков дореволюционной России. — М.: РОССПЭН, 2010 (совм. с Т. Я. Валетовым, Ю. Б. Смирновой, И. В. Шильниковой);
- Российский фондовый рынок в начале XX в.: факторы курсовой динамики. — СПб.: Алетейя, 2010 (в соавт. с А. В. Коноваловой);
- Моделирование исторических процессов: от реконструкции реальности к анализу альтернатив. — СПб.: Алетейя, 2016.
- Цифровые гуманитарные исследования (совм. с Антопольским А. Б., Бонч-Осмоловской А. А., Володиным А. Ю. и др.) — Красноярск, 2023.

- Бородкин Л. И., Максимов С. В. Крестьянские миграции в России / СССР в первой четверти XX в.: макроанализ структуры миграционных потоков // Отечественная история. — 1993. — № 5.
- И. Д. Ковальченко и отечественная школа квантитативной истории // Материалы научных чтений памяти академика И. Д. Ковальченко. — М., 1997.
- Историческая информатика: этапы развития // Новая и новейшая история. — 1997. — № 1.
- Квантитативная история в системе координат модернизма и постмодернизма // Новая и новейшая история. — 1998. — № 5.
- «Порядок из хаоса»: концепции синергетики в методологии исторических исследований // Новая и новейшая история. — 2003. — № 2.
- Андреев А. Ю., Бородкин Л. И. Нелинейная модель стачечного движения: анализ эффектов самоорганизации // Круг идей: электронные ресурсы исторической информатики / под ред. Л. И. Бородкина, В. Н. Владимирова. — М.; Барнаул, 2003.
- Бородкин Л. И., Эртц С. Структура и стимулирование принудительного труда в ГУЛАГе: Норильлаг, конец 30-х — начало 50-х гг. // Экономическая история : Ежегодник. 2003. — М., 2004. — С. 177—233.
- Механизмы «перековки»: стимулирование труда в раннем Гулаге // Россия и современный мир. 2005;
- Бородкин Л. И., Перельман Г. Е. Структура и динамика биржевого индекса дореволюционной России: анализ рынка акций ведущих промышленных компаний // Экономическая история : Ежегодник-2006. — М.: РОССПЭН, 2006. — С. 171—221.
- Синергетика и история // История и математика: анализ и моделирование социально-исторических процессов / ред. С. Ю. Малков, Л. Е. Гринин, А. В. Коротаев. — М.: КомКнига : УРСС, 2007.
- Моделирование социальной динамики крестьянства в годы нэпа: альтернативный ретропрогноз // История и математика: концептуальное пространство и направления поиска. — М.: УРСС, 2007.
- Экономическая история и современность // Новая и новейшая история. — 2008. — № 6.
- Borodkin L. The Rural/Urban Wage Gap in the Industrialisation of Russia, 1884—1910 // European Review of Economic History. — 2008. — Vol. 12, pt. 1. — P. 67-96. (coauthors: B. Granwill, C.L. Leonard)
- Economic history from the Russian Empire to the Russian Federation // Routledge Handbook of Global Economic History, серия Routledge International Handbook. Routledge Oxford, 2016. с. 232—253.
- Land prices and railroad building in European Russia, 1860s to the early 1900s (coauthorsLeonard C.S., Nazarov Z., Karpenko M.A., Konchakov R.B.) // Russian Journal of Economics, 2021, № 7, с. 93-104.

## Награды и звания
- Орден Дружбы (2024)[11]
- Медаль ордена «За заслуги перед Отечеством» II степени (2016)
- Медаль «В память 850-летия Москвы» (1997)
- Почётный работник высшего профессионального образования Российской Федерации (2005)
- Заслуженный профессор МГУ (2009)
- Почётный профессор Цзилиньского университета (КНР, 2006).
- Лауреат Всероссийского конкурса на лучшую научную книгу 2010 года, проводимого среди преподавателей вузов и научных сотрудников НИИ — за монографию «Российский фондовый рынок в начале XX в.: факторы курсовой динамики» (СПб., 2010)